# 종천초등학교
종천초등학교는 대한민국 충청남도 서천군 종천면 종천화산길 21-24 (화산리)에 있었던 공립 초등학교이다.

## 연혁
- 1935년 4월 8일 설립인가
- 1936년 5월 23일 종천공립보통학교(4년제) 개교
- 1938년 4월 1일 종천공립심상소학교로 개칭
- 1941년 4월 1일 종천공립국민학교로 개칭
- 1943년 4월 1일 6년제 6학급 인가
- 1945년 10월 28일 종천국민학교 교명 개칭
- 1949년 5월 30일 부내분교장 개교
- 1958년 4월 1일 부내국민학교 분리
- 1982년 11월 29일 병설유치원 설립인가
- 1983년 3월 7일 병설유치원 개원
- 1996년 3월 1일 종천초등학교 교명 개칭
- 1998년 2월 28일 부내초등학교로 통합